# 越南共和國財政部
財政部是越南共和國政府負責財政事務的最高機關。
從1949年成立到1975年4月30日因西貢淪陷解散的大部分時間中，財政部總部位於西貢第三郡紅十字路138號。

## 歷史
前身為越南國財政部，成立於1949年。1955年全民公投後，越南共和國政權成立，越南國財政部重組為越南共和國財政部，直到1975年4月30日解散為止。

## 組織
以下為越南共和國財政部的組織架構（1963年）：

### 官員
- 部長
  - 辦公廳部長
  - 秘書長
    - 副秘書長

### 下屬機構
- 辦公廳：政名辦公室、秘書室、檢查財源部
- 會計科：資金支付室、支出準備室、雜項室
- 現金動用及外匯金融科：一室（調動現金並與銀庫聯絡）、二室（交換法和程序）、三室（與外國的金融及經濟聯繫）
- 保險及商會科：保險室、商會室
- 中央部：公文室、行政室
- 法制研究及訴訟部：一室（研究財政、一般法制及訴訟問題）、二室（準備部門一般活動的統計數據和圖表）
- 協調及稅務部：直接稅、簡單稅及雜稅室、關稅、公產及登記室
- 工具部：一室（制訂合約、訂單及投標原則）、二室（控制車輛、工具、資產及管理設備倉庫）、三室（互相合作）
- 人事部：一室（規則及原則草案）、二室（人員管理）

### 附屬機構
- 財政清查科
- 總銀庫科
- 總關稅科
- 總稅務科

### 外部機構
- 越南文學界退休基金局
- 國家觀光局
- 建設業務委員會
- 建設彩票部

### 相關自治機構
- 越南國家銀行
- 匯兌院
- 越南商信銀行